# Neohormaphis
Neohormaphis  (лат.) — род тлей из подсемейства Hormaphidinae (Nipponaphidini). 2 вида. Юго-восточная и Восточная Азия (Индонезия, Китай). Длина 1,4—1,8 мм. Питаются на листьях следующих растений: Quercus, Lithocarpus, Distylium stellare
.
- Neohormaphis calva Noordam, 1991)[1]
- Neohormaphis wuyiensis Qiao & Jiang, 2008[3]